# Vyšná Pisaná
Vyšná Pisaná este o comună slovacă, aflată în districtul Svidník din regiunea Prešov. Localitatea se află la altitudinea de 360 m deasupra n.m., se întinde pe o suprafață de 9,5 km2 și în 2001 număra 79 de locuitori.

## Istoric
Localitatea Vyšná Pisaná este atestată documentar din 1573.

## Demografie
| An:                | 1994 | 2004    | 2014   | 2024   |
| ------------------ | ---- | ------- | ------ | ------ |
| Număr de persoane: | 61   | 81      | 73     | 74     |
| Diferență:         |      | +32,78% | −9,87% | +1,36% |

| An:                | 2023 | 2024   |
| ------------------ | ---- | ------ |
| Număr de persoane: | 75   | 74     |
| Diferență:         |      | −1,33% |